# Tedaldo di Canossa
Tedaldo di Canossa (... – 1012) est un noble italien de la famille féodale lombarde de Canossa. Il fut comte de Brescia à partir de 980, de Modène, Ferrare et Reggio à partir de 981, et de Mantoue.

## Biographie
Il était le fils d'Adalberto Atto appelé Attone, qui avait soutenu Otton Ier contre Berengario d'Ivrea. Son ascension est due en grande partie à sa fidélité à la dynastie ottonienne. De son père, il a hérité du titre de marquis (Markgraf) ; le fief de sa famille était le château de Canossa. 
Après avoir obtenu l'investiture de Ferrare (post 986), il y fit construire une forteresse, la deuxième de la ville après le castrum byzantin, qui est connue sous le nom de Castel Tedaldo . 
Tedaldo s'est opposé au marquis Arduino d'Ivrea dans sa revendication de la couronne italienne en 1002. Il accompagna l'empereur Henri II dans sa campagne d'Italie en 1004 et était présent au couronnement royal de Pavie le 15 mai. 

## Descendance
Tedaldo a épousé Willa, petite-fille de Boniface (Ier ou II) de Spolète († 953) et de Waldrade : en tant que fille d'Uberto di Toscana (fils naturel d'Hugues d'Arles) et de Willa de Spolète ? ; ou plutôt en tant que fille d'Adimaro (Adhémar) de Spolète ? ; ou comme fille de Teobaldo II (Thibaud, Théobald) de Spolète ? (dans ce dernier cas, on peut aussi l'appeler Willa de Bologne, car elle serait alors la sœur d'Adalberto, comte de Bologne). Ils ont eu quatre enfants : 
- Bonifacio (985-1052), a hérité de son père les comtés de Mantoue, Reggio Emilia, Modène, Ferrare et Brescia et a obtenu tout son patrimoine ;
- Tedaldo (990-1036), est devenu évêque d'Arezzo en 1023 ;
- Maria, épousa d'Ugone d'Este ;
- Corrado (? -1021), seigneur de Canossa.